# Salvia penstemonoides
Salvia penstemonoides är en kransblommig växtart som beskrevs av Carl Sigismund Kunth och Peter Carl Bouché. Salvia penstemonoides ingår i släktet salvior, och familjen kransblommiga växter. Inga underarter finns listade i Catalogue of Life.